# Kovdor
Kovdor (rusky Ковдор) je hornické město v Murmanské oblasti v Ruské federaci. Při sčítání lidu v roce 2010 měl přes jednadvacet tisíc obyvatel.

## Poloha a doprava
Kovdor leží za severním polárním kruhem v blízkosti finsko-ruské státní hranice. Od Murmansku, správního střediska oblasti, je vzdálen přibližně 370 kilometrů jihozápadně.
Do města vede 117 kilometrů dlouhá železniční trať, která se na železniční síť připojuje ve stanici Pinozero na kilometru 1182 Murmanské železniční magistrály. Byla uvedena do provozu v roce 1956.

## Dějiny
V roce 1933 byla v oblasti odkryta ložiska železné rudy a karbonatitu. V roce 1934 bylo započato s těžbou slídy.
Rozvoj těžby ale zbrzdila druhá světová válka a Kovdor byl tak založen až v roce 1953
V roce 1956 získal Kovdor status sídlo městského typu a od 20. září 1965 je městem.